# Едуард Брайънт
Едуард (Ед) Уинслоу Брайънт-младши (на английски: Edward Winslow Bryant Jr., познат на български и със съкратената форма на името си – Ед Брайънт) е американски писател в жанровете научна фантастика и ужаси. Известен е най-вече като автор на кратка проза; през годините пише също поезия, литературни рецензии и критика.

## Живот и творчество
Брайънт е роден в Уайт Плейнс, щата Ню Йорк, но израства в животновъдна ферма в Уайоминг. Посещава училище в Уитланд, Уайоминг, а през 1968 г. получава магистърска степен по литература от Университета на Уайоминг. Заглавието на дипломната му работа е „Метаморфозите на пътя в романите на Херман Хесе“ (на английски: Imagery of the Path in the Novels of Hermann Hesse).
През 1968 и 1969 г. той е участник в Clarion Workshop – кръжок за начинаещи писатели на фантастика и фентъзи. Там се запознава с Харлан Елисън, в съавторството с когото написва единствения си роман – „Феникс без пепел“ (на английски: Phoenix Without Ashes), базиран на сценария на Елисън за пилотния епизод на канадския научнофантастичен телевизионен сериал The Starlost.
През 1973 г. е публикуван първият му сборник с научнофантастични разкази „Сред мъртвите и други събития, водещи до Апокалипсиса“ (Among the Dead and Other Events Leading Up to the Apocalypse. Печели две награди Небюла за разказите „Камък“ (1978) и „Великани“ (1979).
След 1999 г. пише основно рецензии на книги и прави репортажи от конференции по научна фантастика за списание Locus.
В късните години от живота му здравословното му състояние се влошава. Той страда от диабет тип 1, а през 2000 г. след счупване на раменна кост по време на сън е диагностициран с остеопороза. През 2004 г. му е направена сърдечна операция и му е поставен байпас. Здравословните проблеми, усложнени от диабета и предизвиканите от него разходи, се отразяват и на финансовото му състояние. През 2010 г. писатели и редактори организират в негова помощ дарителска кампания („Приятели за Ед“), за да му помогнат да се справи с нарастващите разходи за лечение.
На 10 февруари 2017 г. след дълго боледуване Едуард Брайънт умира на 71 г. в дома си в Денвър, Колорадо.

## Произведения на български
От сборника с разкази „Сред мъртвите и други събития, водещи до Апокалипсиса“:
- „Акула“ (на английски: Shark), 1973 г.
- „Разклонения“ (на английски: Paths), 1973 г.

## Награди
- 1979 г. – награда Небюла за научнофантастичния разкз Stone (1978 г.)
- 1980 г. – награда Небюла за научнофантастичния разкз giANTS (1979 г.), публикуван за първи път в американското списание Analog Science Fiction.[5]
- 1997 г. – награда International Horror Guild Award (IHG Award) в категорията Жива легенда.[6]

Разказите на Брайънт са номинирани многократно, включително за наградата „Хюго“, Световната награда за фентъзи, наградата „Брам Стокър“, наградата в памет на Теодор Стърджън и наградата на научнофантастичното списание „Локус“.